# Osvaldo Alasonatti
Osvaldo Alasonatti (Torino, 5 luglio 1922 – Torino, 12 ottobre 1944) è stato un aviatore, partigiano e militare italiano.
Sottotenente di complemento della Regia aeronautica, ruolo servizi, si distinse particolarmente durante la seconda guerra mondiale nelle file della Resistenza, e fu decorato di Medaglia d'Oro al Valor Militare alla memoria.

## Biografia
Nacque a Torino il 5 luglio 1922, dopo aver frequentato l'Istituto magistrale "Domenico Berti" si arruolò volontario nella Regia Aeronautica frequentando il Corso per Allievi Ufficiali di complemento, ruolo servizi, tenutosi a Bari a partire dal 18 dicembre 1942. Nominato sottotenente di complemento fu assegnato a prestare servizio sull'aeroporto di Torino-Caselle, dove fu sorpreso dall'armistizio dell'8 settembre 1943.
Unitosi ai partigiani, combatté nelle file dell'11ª Brigata Garibaldi e in seguito come capo di stato maggiore della 46ª Brigata Garibaldi, nelle Valli di Lanzo.
Catturato, con altri partigiani, durante un massiccio rastrellamento operato dai nazifascisti, fu rinchiuso presso le Carceri Nuove a Torino e processato dai tedeschi che, proprio perché militare, lo condannarono alla fucilazione alla schiena.
Il 12 aprile 1944, Alasonatti, impassibile durante il processo sommario, chiese al comandante tedesco di poter affrontare la morte da soldato. Al rifiuto dell'ufficiale nazista, il giovane partigiano si gettò urlando contro il plotone d'esecuzione e cadde colpito alla fronte da una raffica. Insieme a lui morirono altri otto partigiani,  tra cui Giovanni Battista Gardoncini e Giuseppe Casana.
A Osvaldo Alasonatti fu subito intitolata l'8ª Brigata SAP operante a Torino. Nel dopoguerra sia lui che Giovan Battista Gardoncini furono decorati con la Medaglia d'oro al valor militare alla memoria. Gli sono state intitolate vie a Roma ed a Torino.

### Annotazioni
1. ↑  Si trattava di Ciro Castellaneta, Guido Di Costanzo (decorato con la Medaglia d'argento al valor militare), Vittorio Marangoni e Ermanno Scaglia, e due maquis francesi non identificati.

### Fonti
1. ↑  Aisrp, Fondo Associazione nazionale famiglie martiri caduti per la libertà, Seicento giorni nella Resistenza Consiglio Regionale del Piemonte, Torino, 1983, p. 13.
2. 1 2  Ufficio Storico dell'Aeronautica Militare 1969, p. 121.
3. ↑  MuseoTorino - Scheda Osvaldo Alasonatti.
4. 1 2 3  Bruno Vespa, Vincitori e vinti, Oscar Mondadori Editore, Milano, 2015.
5. ↑  Adduci 2014, p. 356.
6. ↑  Quirinale - Scheda - visto 17 luglio 2014.
7. ↑  Bollettino Ufficiale 1953, disp.13, pag.922.